# St. Bonifatius (Großfurra)

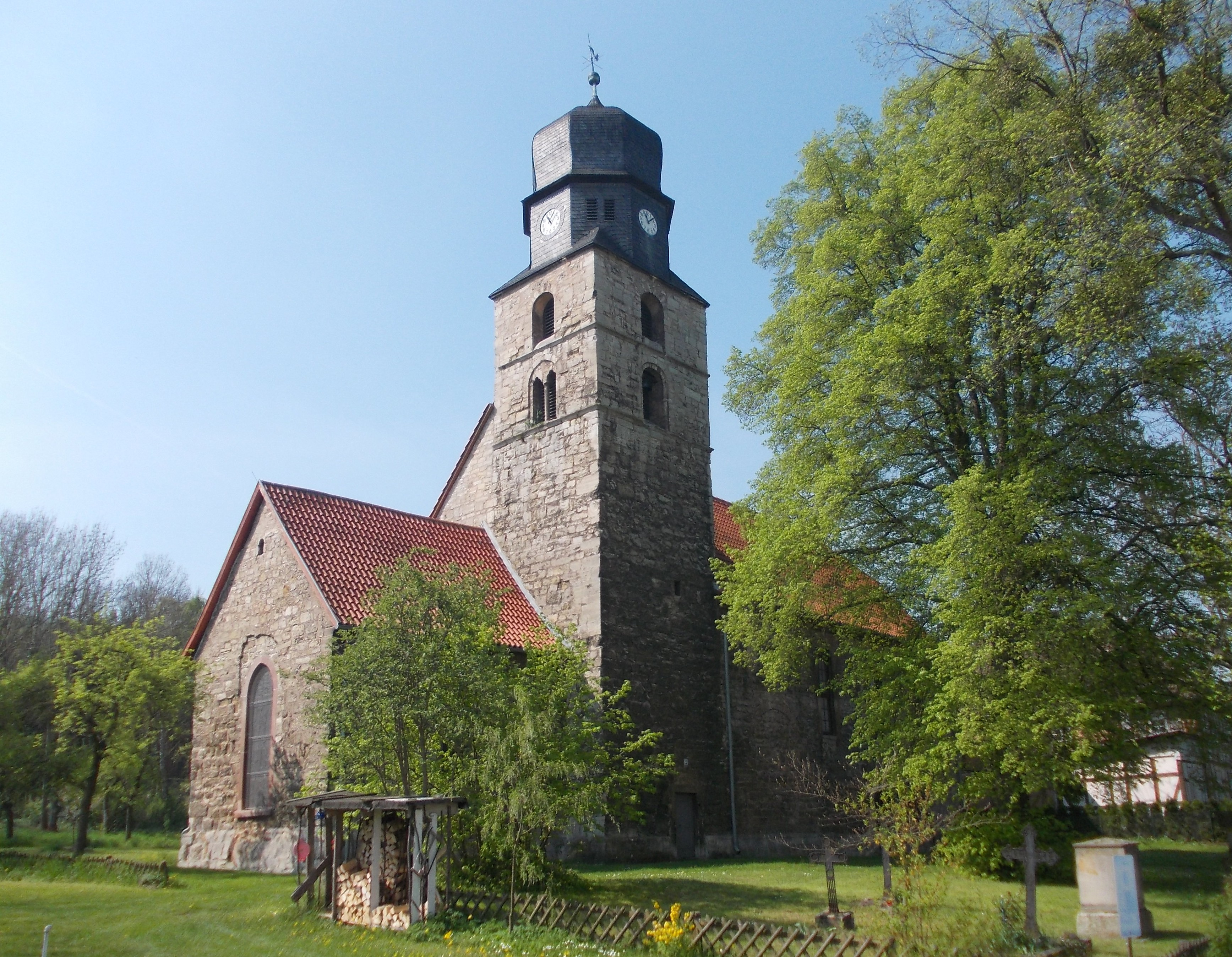
Bonifatiuskirche Großfurra, die einstige Klosterkirche

Die evangelische Dorfkirche St. Bonifatius steht im oberen Teil des in die Stadt Sondershausen eingemeindeten Dorfs Großfurra im Kyffhäuserkreis in Thüringen.

## Geschichte
Das Gotteshaus stellt im Kern die erhaltene Klosterkirche des Zisterzienserinnenklosters Großfurra aus dem 11. bis 13. Jahrhundert dar. Am 3. März 1322 überließ Landgraf Friedrich von Thüringen dem Kloster Großballhausen das Patronat über die Pfarrkirche von Großfurra mit der Auflage dort ein Kloster zu errichten. Daraufhin wurde an der Dorfkirche das Kloster Großfurra errichtet, in das der Konvent 1326 übersiedelte.
Die Herren von Schlotheim schenkten im Jahr 1331 das westlich gelegene Gut, welches zur Konventsanlage umgebaut wurde. 1454 spendenden die Herren von Werthern dem Kloster eine Geldschenkung zur Reparatur und zum Umbau der Bonifatiuskirche. Das Kloster wurde im Zuge der Reformation und der verbundenen Vertreibung der Schwestern 1538 durch Kurfürst Johann Friedrich dem Großmütigen aufgehoben.
Jetzt bildet die evangelische Kirchgemeinde Großfurra mit Badra und Stockhausen und weiteren Ortsteilen von Sondershausen eine Großgemeinde.

## Bauliches

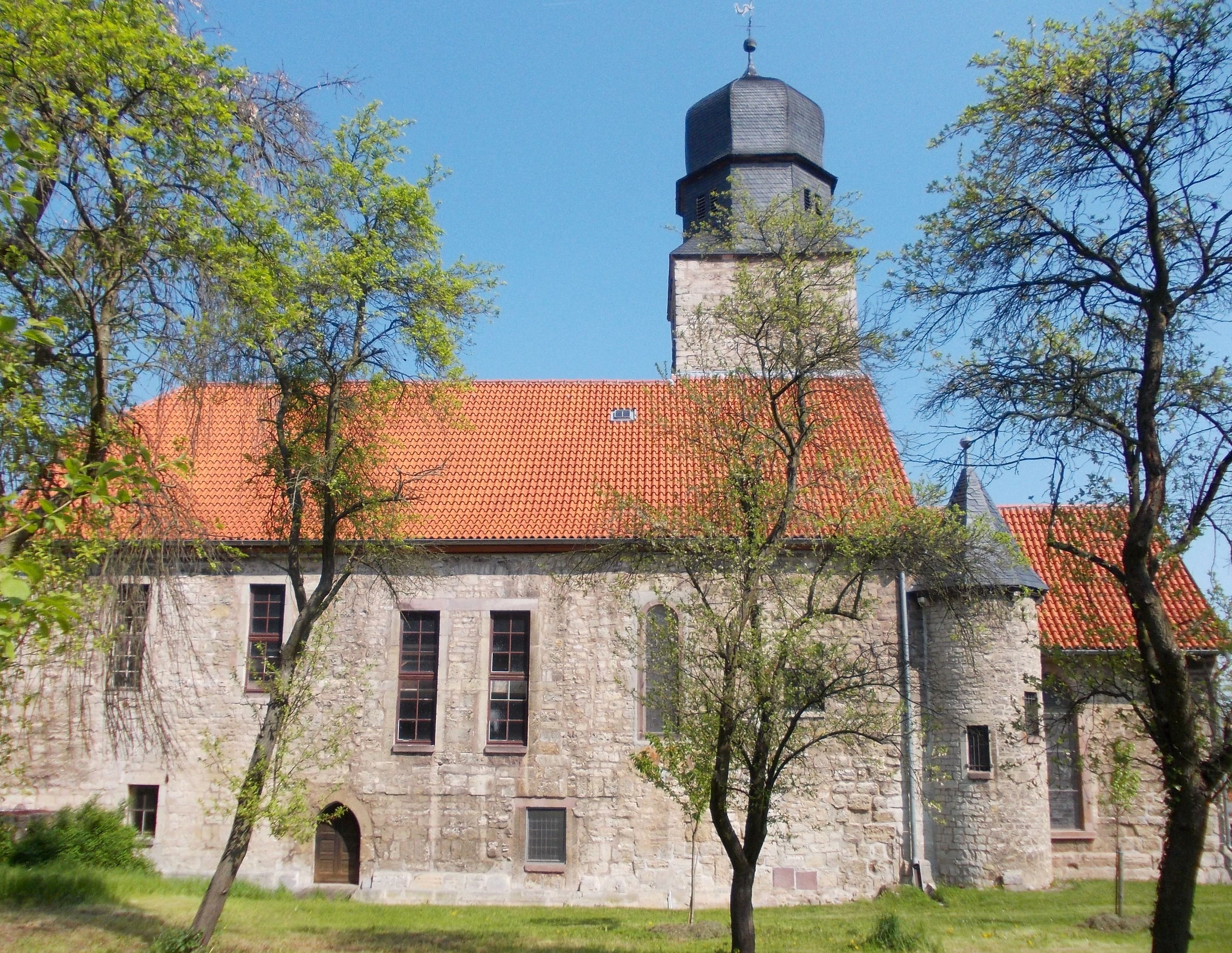
Südseite der Kirche

Es handelt sich bei der Bonifatiuskirche um einen schlichten romanischen Bau. Die einschiffige Kirche besaß ursprünglich zwei Chorflankentürme, von denen nur der nördliche erhalten blieb. Der kreuzgratgewölbte Rechteckchor ist aus der Erbauungszeit überliefert. Im Westbereich zeugen noch bauliche Veränderungen von der Klosternutzung. Hier schloss sich ein Verbindungsgang zu den Wohngebäuden der Schwestern an. Nach Auflösung des Konvents erfolgten bauliche Veränderungen an Türen und Fenstern, der verbleibende Turm wurde um eine Barockhaube erweitert und im Süden wurde die Kirche um einen kleinen Treppenturm ergänzt. Auch das Innere wurde mehrfach umgestaltet, so erhielt die Kirche in der Barockzeit Emporen und später die neogotische Ausmalung des Chorraumes. Heute stellt St. Bonifatius das einzige bauliche Zeugnis aus der Klosterzeit in Großfurra dar.